# Borrelia recurrentis
Borrelia recurrentis és un bacteri de la família Spirochaetaceae. És l'agent etiològic de la febre recurrent, transmesa per polls. Aquesta malaltia infecciosa és freqüent a l'Àfrica, Orient Mitjà i l'Àsia, tot i que es creu que pugui emergir a Occident. La febre recurrent es caracteritza per l'aparició d'episodis de febre repetitius. L'ADN de B. recurrentis es va trobar en el 23 per cent dels polls del cap d'aquells pacients afectats amb febre recurrent a Etiòpia; aquests polls poden transmetre la malaltia passant al cap d'una altra persona.